# Ortnamn på Öland
Ortnamn på Öland kan, liksom de övriga svenska ortnamnen, delas upp i naturnamn och kulturnamn. Kulturnamnen är ofta bebyggelsenamn med  efterled där bebyggelsen beskrivs, såsom -by (Egby) och -torp (Arontorp).
Vissa ortnamn är speciella för Götaland. Exempel på detta är namn som har efterleden -rum och 
-stad. Ortnamnen på Öland är, som i alla andra landskap i Sverige, dels osammansatta ortnamn och dels sammansatta. Av de sammansatta ortnamnen har de flesta två ordled, förled och efterled. Några av de osammansatta namnen är enstaviga, som till exempel Bring, Horn och Löt. Andra är tvåstaviga som till exempel Böda och Föra. Ändelsen -a betecknar ofta pluralis. Av de sammansatta ortnamnen har de flesta två ordled, förled och efterled, som till exempel Gårdby och Persnäs, men det finns också namn med tre ordled, som Mörbylånga och Möllstorpsläge. 

## Definition av begreppet ortnamn
Ortnamn eller toponymer är namn på geografiska företeelser och ortnamnen kan delas upp i bebyggelsenamn och naturnamn.
En språkvetenskaplig definition är att "ett ortnamn är ett språkligt uttryck som i en viss namnbrukarkrets är knutet till en bestämd plats".

## Ortnamnskategorier
Alla ortnamn delas upp i två huvudkategorier: naturnamn och kulturnamn. Kulturnamnen kan indelas tre kategorier: ägonamn, bebyggelsenamn och namn på artefakter. 
 
Naturnamn är namn på vattendrag, sjöar, skogar o.s.v. Ägonamn är namn på mark som används för jordbruk och boskapsskötsel, till exempel åkrar, ängar och hagar. Bebyggelsenamn är namn på tätorter, byar, gårdar, bygder med mera. Artefaktnamn är namn på broar, hamnar, gruvor, gravhögar m.m. Bebyggelsenamn kan vara primära eller sekundära. Primära bebyggelsenamn avser bebyggelse redan från början, till exempel de som slutar på -by (som Skogsby), eller -torp (som  Arontorp). Sekundära bebyggelsenamn har inte från början betecknat bebyggelse. Dessa bebyggelsenamn har ursprungligen varit naturnamn, ägonamn eller artefaktnamn. Exempel på sådana ortnamn på Öland är Stenåsa, Bredsättra, Degerhamn med flera.

## Borgholm
Namnet kommer av en borg, som funnits tidigare än det vasaslott (numera ruin) som fanns på platsen. Efterledet -holm har tillagts under 1200- eller 1300-talet, då ett fäste, Borgholmshus  (Borgholmahwss 1371), låg på denna plats.

## Typiska öländska ortnamnsefterled och ortnamnsändelser

### Ortnamnsefterled som betecknar bebyggelse

lösa

rum

stad

- -berga betecknar på Öland  relativt markerade höjder i landskapets flacka terräng. Exempel är Gillberga, Himmelsberga och Triberga.[9]
- -bo kan syfta på invånarna i ett område, som i Förbo härad, Slättbo härad och Åkerbo härad, där namnen betecknar 'boarna' (d.v.s. invånarna) i dessa härad.
- -bo, med en annan betydelse än ovanstående, nämligen bostad. Av denna namntyp finns Gutebo (Gutbo 1634) (som syftar på ursprunglig ägare, gute).
- -bo, med en tredje betydelse, betecknade ursprungligen bodar för tillfälligt bruk, som slåtterbodar, förvaringsbodar, sjöbodar m.m. På Öland finns ett fåtal namn av denna typ, som Svibo (Sueaboth 1220). Namnet syftar på ursprunglig ägare, svear.
- -by har ursprungligen sannolikt betytt 'boplats, bebyggelse' som den senare betydelsen 'gård, by' har utvecklats från. På Öland finns bland annat Högby, Smedby och Vickleby.
- -lösa kan betyda 'äng, betesmark'. Förledet beskriver ofta terrängen. Efterledet -lösa finns bland annat i sockennamnen Gärdslösa och Kastlösa. Bland namn på byar och gårdar finns Hörlösa och Rösslösa.
- -måla -måla är släkt med ordet mål 'mått' som betyder 'avgränsat, uppmätt jordstycke’. På Öland finns mycket få namn på -måla: Exempel är Eriksmåla och Stoppmåla.
- -rum betyder 'öppen plats'. Många av dessa namn har kanske ursprungligen betecknat slåtter- och betesmarker. Några exempel på -rum på Öland: Algutsrum, Byerum och Högsrum. Namnen på -rum förekommer på de norra och mellersta delarna av Öland.
- -stad förekommer på många platser på Öland, liksom i övriga Götaland, (samt i Värmland). I Svealand (utom Värmland) är ändelsen -sta. På Öland finns många -stad-namn, liksom i den nordöstra delen av Småland, på motsatta sidan av  Kalmarsund. Den ursprungliga betydelsen av -stad har antagits vara 'plats, ställe', men även andra tolkningar har föreslagits. Namn med efterledet -stad på Öland är Hjälmstad, Hulterstad, och Segerstad.
- -torp innebär i en äldre betydelse 'nybygge, utflyttargård' och de äldsta av dessa namn är från förhistorisk tid. På vikingatiden och medeltiden uppstod ett andra skikt av namn på -torp. Till dessa äldre namn hör på Öland sockennamnet Löttorp. Att -torp-namnen har ett mansnamn som förled är mycket vanligt. På Öland kan, i detta sammanhang, Arontorp (Arnathorp 1406, av Arni) nämnas. Under nyare tiden har en mängd namn med efterledet -torp bildats. Dessa namn kan då beteckna dagsverkstorp, soldat- och båtsmanstorp m.m.[10][11]

### Ortnamnsefterled som betecknar våtmark och mindre sjöar
- -mossen betecknar på Öland våtmark, ofta där grunda, mindre sjöar ingår i våtmarken. Exempel: Frösslundamossen, Möckelmossen och Torpmossen.
- -kärret betecknar, bland annat, ett par mindre sjöar, Gåsekärr och Långekärr. I övrigt har ordet den vanliga betydelsen 'kärr'.
- -träsket heter två mindre sjöar, Gelträsket och Vedbormträsket. I övrigt betecknar -träsk 'sumpmark, mossmark' på Öland.

### Ortnamnsändelser
-a är en vanlig pluraländelse i svenska ortnamn. I vissa områden är -e vanligare, till exempel på Gotland, i Bohuslän, i vissa delar av Värmland (till exempel Sunne) och i Härjedalen Hede ((ii) Hedha sokn 1397) och Jämtland (Stavre). På Öland används ändelsen -a som pluraländelse, till exempel i Böda och Föra.
-inge är en avledningsändelse och betecknar invånarna på en viss plats, till exempel Glömminge, Räpplinge och  Ventlinge.

### Ortnamn som påminner om hednisk kult
De ortnamn som har namnet på en fornnordisk gud eller gudinna i sitt förled kallas teofora ortnamn. Tillsammans med övriga ortnamn som syftar på gudadyrkan benämns de sakrala ortnamn.
- Alböke (Alboeke 1283) syftar på socknens invånare, *alboar och efterledet är eke, 'bestånd av ek'. Förledet -al betecknar 'tempel, helgedom'. Namnet betyder alltså 'eke som tillhör dem som bor vid helgedomen'.[14].

Namn med efterledet -lunda:
- Frösslunda betyder guden Frös lund
- Torslunda betyder 'guden Tors lund'.[15]

Namn med efterledet -vi (helgedom) förekommer på tre platser på Öland. Även i nordöstra Småland (på andra sidan av Kalmarsund) finns detta efterled. På Öland finns dessa namn:
- Dödevi i Högby betyder 'de dödas helgedom'.[15]
- Karlevi  i Vickleby har tolkats på två olika sätt. Det kan ha varit en 'allmän helgedom' eller en 'helgedom avsedd för karlarna'. Ordet karlar skulle syfta på bondekrigare.[16]
- Ullevi i Gårdby betyder 'guden Ulls vi'[15]

Namn med efterledet -åker: Ett namn som betyder 'guden Frös åker' är Frösåker.